# Condado de Hudson
O Condado de Hudson (em inglês:  Hudson County) é um dos 21 condados do estado americano de Nova Jérsei. A sede e maior cidade do condado é Jersey City. Foi fundado em 1840.
O condado possui uma área de 161 km², dos quais 120 km² estão cobertos por terra e 42 km² por água, uma população de 724 854 habitantes, e uma densidade populacional de 6 059,1 hab/km² (segundo o censo nacional de 2020). É o quarto condado mais populoso de Nova Jérsei.